# Charles Barrois

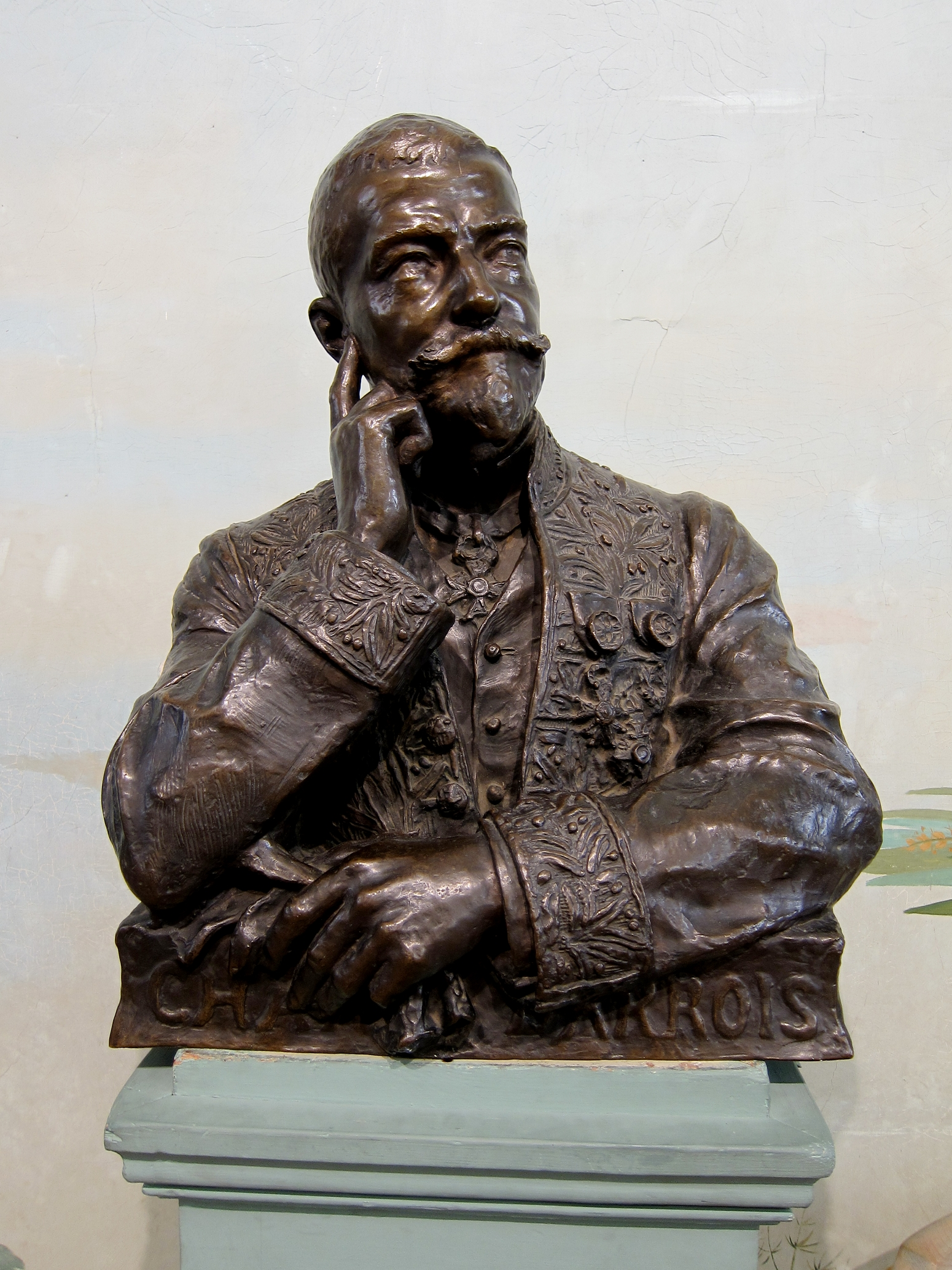
Charles Barrois.

Charles Eugène Barrois, född 21 april 1851 i Lille, död 5 november 1939 i Sainte-Geneviève-en-Caux, var en fransk geolog.
Barrois blev efter universitetsstudier i Lille 1876 medarbetare vid Frankrikes geologiska undersökning och 1877 professor i geologi i Lille. Han bedrev betydande geologisk forskning såväl i Frankrike, särskilt Bretagne, som i andra delar av Västeuropa, såsom Pyreneiska halvön och Storbritannien, varvid han huvudsakligen behandlade de sedimentära formationerna och deras geologiska och paleontologiska förhållanden. Som geolog visade han stor mångsidighet och utförde även betydande arbeten på petrografins område.
Han blev ledamot av Institut de France 1904 och korresponderande ledamot av Geologiska Föreningen i Stockholm 1911. Han tilldelades Bigsbymedaljen 1881 och Wollastonmedaljen 1901. Under första världskriget stannade han kvar på sin post i Lille vid sina samlingar under hela den tid staden var ockuperad av tyska trupper.